# Вотря
Вотря — река в Смоленской области России. Протекает по территории Духовщинского и Ярцевского районов. Правый приток Вопи.
Длина — 78 км, площадь водосборного бассейна — 419 км². Исток восточнее деревни Починок Духовщинского района, недалеко от железнодорожной ветки Смоленск — Озёрный. Направление течения: восток, юго-восток. Впадает в Вопь у деревни Устье Ярцевского района.
Ширина реки в нижнем течении — 10—15 м, глубина — 2 м, дно песчаное, скорость течения — 0,2 м/с.